# Perdita Felicien
Perdita Felicien (Oshawa, Ontario, Canadá, 29 de agosto de 1980) es una atleta canadiense, especialista en la prueba de 100 m vallas, con la que ha logrado ser campeona mundial en 2007.

## Carrera deportiva
En el Mundial de París 2003 gana la medalla de oro en los 100 m vallas, con un tiempo de 12.53 segundos, por delante de la jamaicana Brigitte Foster-Hylton y la estadounidense Miesha McKelvy.
Y dos años más tarde, en el Mundial de Osaka 2007 gana la medalla de plata en la misma prueba, esta vez con un tiempo de 12.49 que fue su mejor marca personal, quedando tras la estadounidense Michelle Perry y por delante de la jamaicana Delloreen Ennis-London.